# Edu Expósito
Eduardo Expósito Jaén, meglio noto come Edu Expósito (Barcellona, 1º agosto 1996), è un calciatore spagnolo, centrocampista dell'Espanyol.

## Caratteristiche tecniche
È un centrocampista centrale.

## Carriera

### Club
Cresciuto nel settore giovanile del Deportivo La Coruña, ha esordito in prima squadra il 7 maggio 2017 disputando l'incontro della Liga perso 2-1 contro l'Espanyol.
Il 13 luglio 2019 viene acquistato a titolo definitivo per 4 milioni di euro dalla squadra spagnola dell'Eibar.

## Statistiche

### Presenze e reti nei club
Statistiche aggiornate al 26 gennaio 2023.
| Stagione         | Squadra             | Campionato       | Campionato | Campionato | Coppe nazionali | Coppe nazionali | Coppe nazionali | Coppe continentali | Coppe continentali | Coppe continentali | Altre coppe | Altre coppe | Altre coppe | Totale | Totale | Totale |
| Stagione         | Squadra             | Comp             | Pres       | Reti       | Comp            | Pres            | Reti            | Comp               | Pres               | Reti               | Comp        | Pres        | Reti        | Pres   | Reti   |        |
| ---------------- | ------------------- | ---------------- | ---------- | ---------- | --------------- | --------------- | --------------- | ------------------ | ------------------ | ------------------ | ----------- | ----------- | ----------- | ------ | ------ | ------ |
| 2017-2018        | Deportivo B         | SDB              | 26+1       | 4+1        | -               | -               | -               | -                  | -                  | -                  | -           | -           | -           | 27     | 5      |        |
| 2016-2017        | Deportivo La Coruña | PD               | 1          | 0          | CR              | 0               | 0               | -                  | -                  | -                  | -           | -           | -           | 1      | 0      |        |
| 2017-2018        | Deportivo La Coruña | PD               | 3          | 0          | CR              | 2               | 0               | -                  | -                  | -                  | -           | -           | -           | 5      | 0      |        |
| 2018-2019        | Deportivo La Coruña | SD               | 35+4       | 2+0        | CR              | 1               | 0               | -                  | -                  | -                  | -           | -           | -           | 40     | 2      |        |
| Totale Deportivo | Totale Deportivo    | Totale Deportivo | 39+4       | 2+0        |                 | 3               | 0               |                    | -                  | -                  |             | -           | -           | 46     | 2      |        |
| 2019-2020        | Eibar               | PD               | 35         | 4          | CR              | 3               | 0               | -                  | -                  | -                  | -           | -           | -           | 38     | 4      |        |
| 2020-2021        | Eibar               | PD               | 31         | 0          | CR              | 3               | 0               | -                  | -                  | -                  | -           | -           | -           | 34     | 0      |        |
| 2021-2022        | Eibar               | SD               | 40+2       | 8          | CR              | 3               | 1               | -                  | -                  | -                  | -           | -           | -           | 45     | 9      |        |
| Totale Eibar     | Totale Eibar        | Totale Eibar     | 106+2      | 12         |                 | 9               | 1               |                    | -                  | -                  |             | -           | -           | 117    | 13     |        |
| 2022-2023        | Espanyol            | PD               | 16         | 2          | CR              | 4               | 1               |                    | -                  | -                  |             | -           | -           | 20     | 3      |        |
| Totale carriera  | Totale carriera     | Totale carriera  | 187+7      | 20+1       |                 | 16              | 2               |                    | -                  | -                  |             | -           | -           | 208    | 23     |        |